# الصقيع (فلم 2017)
الصقيع (بالليتوانية: Šerkšnas) هو فيلم درامي أُنتجّ دوليًا في 2017 من إخراج شاروناس بارتاس. عُرضّ في قسم نصف شهر المخرجين في مهرجان كان السينمائي 2017. ووقع عليه الاختيار باعتباره البداية الليتوانية لأفضل فيلم بلغة أجنبية في حفل توزيع جوائز الأوسكار التسعين، لكنه لم يُرشح.

## الحبكة
يقود الشاب الليتواني روكاس (الذي يلعب دوره مانتاس يانسياوسكاس) مع صديقته إنغا (ليجا ماكنافيسيوت) شاحنة مساعدات إنسانية إلى منطقة دونباس في أوكرانيا حيث يلتقيان، في خضم أعمال العنف والموت في الحرب في دونباس، بعدة مراسلين حربيين، أحدهم لعبت دوره فانيسا بارادي.

## طاقم التمثيل
- مانتاس يانسياوسكاس في دور روكاس
- ليجا ماكنافيسيوت في دور إنغا
- فانيسا بارادي
- ويرونيكا روزاتي
- أندرزيج شيرا

## الإنتاج
صورّ الفيلم في مدن خط المواجهة في كوراخوف ومارينكا وكراسنوهوريفكا. صوّرت بعض المشاهد على مسافة 200-300 متر من خط المواجهة. كما جرى التصوير في أماكن في كييف ودنيبرو في أوكرانيا وبولندا وليتوانيا.

## وصلات خارجية
- الصقيع  في قاعدة بيانات الأفلام على الإنترنت (بالإنجليزية)
- الصقيع (فلم 2017) في موقع ميتاكريتيك.
- الصقيع (فلم 2017) في روتن توميتوز.